# Orfeo Pizzoferrato
Orfeo Pizzoferrato (* 19. November 1951 in Venere di Pescina, L’Aquila) ist ein ehemaliger italienischer Radrennfahrer.
Achtmal errang Orfeo Pizzoferrato in den 1970er Jahren einen italienischen Amateur-Meistertitel in den Disziplinen Einer- und Mannschaftsverfolgung auf der Bahn sowie im Einzelzeitfahren auf der Straße. Bei den UCI-Bahn-Weltmeisterschaften 1974 in Montreal wurde er Vizeweltmeister in der Einerverfolgung, hinter dem Deutschen Hans Lutz, und belegte in derselben Disziplin im Jahr darauf, bei den UCI-Bahn-Weltmeisterschaften 1975 in Rocourt, Rang drei. Bei den Olympischen Sommerspielen 1976 wurde er Sechster in der Einerverfolgung. Im Frühjahr 1975 gewann er die Coppa San Geo, eines der wichtigsten Amateurrennen in Italien.
1977 startete Pizzoferrato bei der Internationalen Friedensfahrt und wurde Zweiter auf der sechsten Etappe von Neubrandenburg nach Berlin und 79. im Gesamtklassement.
1980 wurde Orfeo Pizzoferrato Profi, beendete seine Radsportlaufbahn jedoch ein Jahr später. Auch sein Sohn Claudio war Profi-Radrennfahrer, ebenso wie Orfeos Bruder Lino.